# São José do Alegre (kommun)
São José do Alegre är en kommun i Brasilien.   Den ligger i delstaten Minas Gerais, i den sydöstra delen av landet, 800 km söder om huvudstaden Brasília. Antalet invånare är 3 996.
Följande samhällen finns i São José do Alegre:
- São José do Alegre

Omgivningarna runt São José do Alegre är huvudsakligen savann. Runt São José do Alegre är det ganska tätbefolkat, med 124 invånare per kvadratkilometer.